# Realize (宇徳敬子の曲)
『Realize』（リアライズ）は宇徳敬子の13枚目のシングル。1999年5月19日にZAIN RECORDSから発売された。規格品番：ZACL-3003。

## 内容
宇徳敬子初のマキシシングルとして発売された。『Realize』はアルバム『よろこびの花が咲く〜True Kiss〜』ではリミックスの上、収録された。

## タイアップ
「Realize」はコーセー化粧品「Newサロンスタイル」、Friend」はNTT九州地方限定のコマーシャルソング。

## 収録曲
全曲　作詞・作曲：宇徳敬子　
1. Realize
編曲：徳永暁人
2. Friend
編曲：UK Project
3. Trust me
編曲：徳永暁人
4. Realize inst.

## 参加ミュージシャン
- 徳永暁人 - ベース、プログラミング、コーラス
- 寺島良一 - ギター、プログラミング